# Muhtar Kent
Muhtar A. Kent (nacido en 1952 (61-62 años)) es un ejecutivo de negocios turco-estadounidense. Él es el presidente y Director Ejecutivo (CEO) de The Coca-Cola Company. Fue nombrado para el cargo de consejero delegado de la compañía en 2008 y fue elegido presidente de la junta en 2009 hasta su retiro en 2019.

## Temprana edad
Muhtar Kent nació 1952 en Nueva York, donde su padre, Necdet Kent, era el cónsul general de Turquía. Después de completar la escuela secundaria en Tarsus American College en Mersin, Turquía en 1971, Muhtar Kent fue al Reino Unido para estudiar en la Universidad de Hull. Posteriormente, obtuvo su título de MBA en la Cass Business School, Londres.

## Carrera profesional

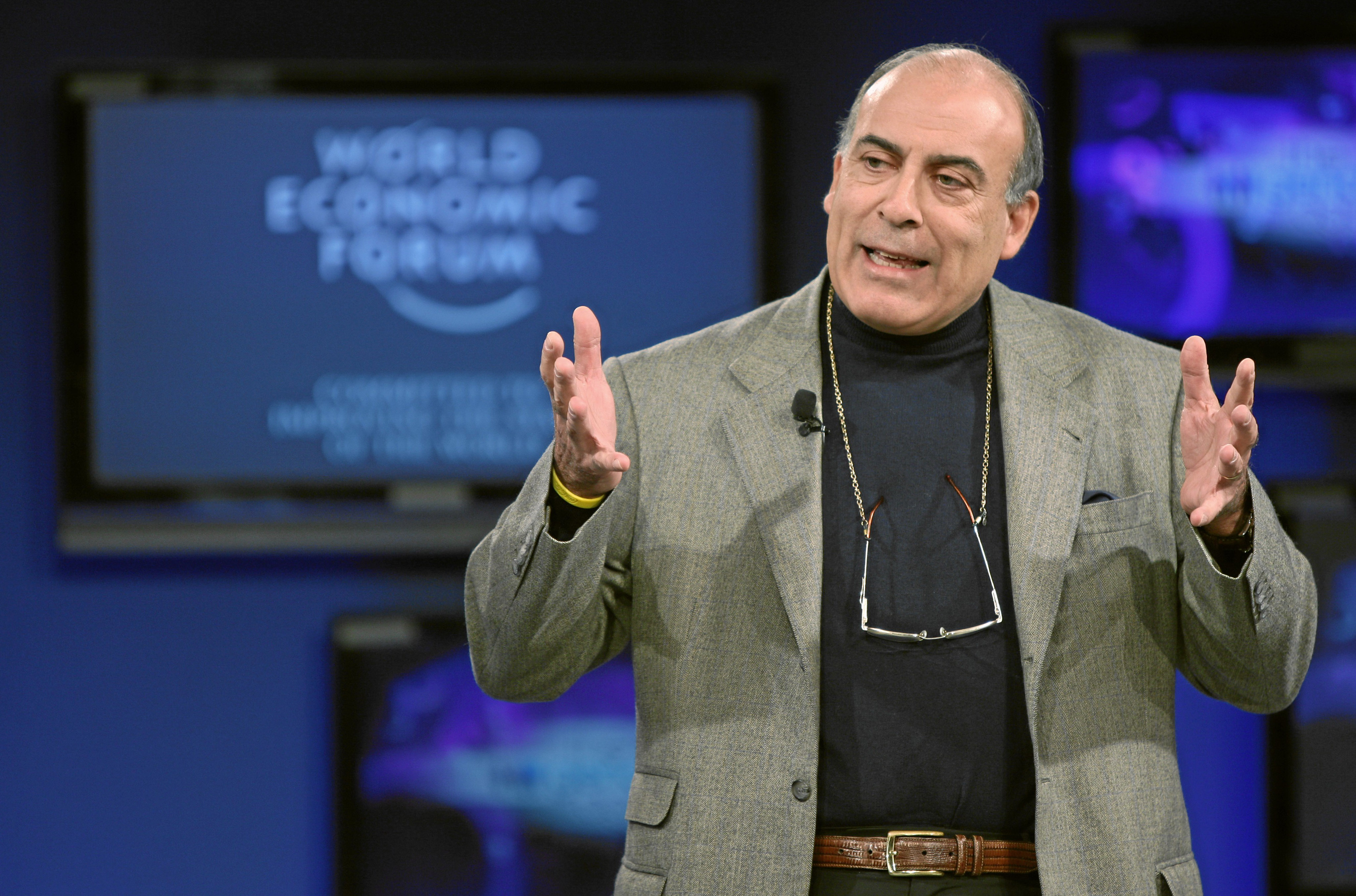
Kent at the World Economic Forum in Davos, 2010.

### 1978-1999
Muhtar Kent encontró un trabajo en The Coca-Cola Company a través de un anuncio en el periódico en 1978. Realiza una gira por el país en camiones para vender Coca-Cola, y de ese modo se enteró de sus sistemas de distribución, comercialización y logística.
En 1985, fue promovido a la posición de director general de Coca-Cola Turquía y Asia Central, y transfirió la sede de la empresa de Esmirna a Estambul. Tres años más tarde, fue nombrado presidente de la División de la región centro-este de Europa, responsable de 23 países desde la región de los Alpes hasta el Himalaya. Viviendo en Viena, Austria, se desempeñó en este cargo hasta 1995.
Muhtar Kent se convirtió en 1995 en el director general de Coca-Cola Amatil-Europa. En dos años, se incrementó el volumen de negocio de la compañía alrededor del 50%, que abarcó las operaciones de embotellado en 12 países europeos[cita requerida]

### 1999-2005
En 1999, Kent dejó Coca-Cola, después de 20 años de servicio. Volviendo a Turquía, Muhtar Kent se convirtió en CEO de Efes Beverage Group en Anadolu Group, el mayor accionista local de la franquicia de Coca-Cola en Turquía y una de las mayores empresas de bebidas internacionales de Europa. Extendió el territorio de la empresa desde el Mar Adriático hasta China.[cita requerida]

### 2005-presente
En mayo de 2005, Kent se reunió con Coca -Cola, después de casi 6 años, fue nombrado presidente y director de operaciones del Norte de Asia de la compañía, Eurasia y el Grupo de Medio Oriente, una posición que depende directamente del presidente y director ejecutivo Neville Isdell. El ascenso de Muhtar Kent continuó y fue ascendido en enero de 2006 a la recién creada posición de presidente de Operaciones Internacionales. En este puesto, fue responsable de todas las operaciones fuera de Norteamérica, y todos los presidentes de grupo fuera de América del Norte informaban a él.
La exitosa carrera de Kent le llevó finalmente a la cumbre de La Compañía, que lo nombró director general a partir del 1 de julio de 2008. Llegó a ser presidente del Consejo y director general ejecutivo, efectivo el 23 de abril de 2009.[cita requerida]
Muhtar Kent es activo en la comunidad global de negocios y en la actualidad es copresidente del Foro de Bienes de Consumo, miembro de la Foreign Policy Association, miembro de la Business Roundtable, expresidente del Consejo de Negocios Estados Unidos - China y actual presidente emérito del Consejo de Negocios US-ASEAN. También fue nombrado recientemente como miembro del Grupo de Personas Eminentes de la ASEAN para el presidente Obama y la secretaría de Estado Hillary Clinton. Es miembro de las junta directivas de Special Olympics International, la Fundación Infantil Ronald McDonald House, Catalyst y la Universidad de Emory.
Actualmente es miembro de la junta directiva de GBCHealth así como el Comité Nacional sobre las relaciones Estados Unidos - China.[cita requerida]
Él también es un invitado del Grupo Bilderberg y asistió a la conferencia Bilderberg Grecia 2009 en el complejo Astir Palace en Vouliagmeni, Grecia.